# Akahoshi Takafumi
Takafumi Akahoshi (sinh ngày 27 tháng 5 năm 1986) là một cầu thủ bóng đá người Nhật Bản.

## Sự nghiệp câu lạc bộ
Takafumi Akahoshi đã từng chơi cho Urawa Reds, Mito HollyHock và Montedio Yamagata.